# Ginglymostoma unami
Ginglymostoma unami is een vissensoort uit de familie Ginglymostomatidae. De wetenschappelijke naam van de soort is voor het eerst geldig gepubliceerd in 2015 door Del Moral-Flores, Ramírez-Antonio, Angulo & Pérez-Ponce de León.